# 倖田梨紗
倖田 梨紗（こうだ りさ、1985年10月10日 - ）は、日本の元AV女優、タレント、モデル。

## 来歴
東京都西東京市出身。趣味は料理・旅行。
AVデビュー前は、渋谷109のカリスマ店員を経て、有名チームの専属レースクイーンとして活躍した。
2005年5月、h.m.p専属でAVデビュー。2007年8月にSODクリエイト専属でセルデビュー。セクシータレントとして活躍し、複数の人気男性アイドルとの交際も噂された。2008年2月21日にAV女優を引退。2008年2月24日に櫻井ゆうこ・天海麗とともにSODクリエイト専属女優の卒業イベントに出席した。以後は、六本木のキャバクラに勤務。
2008年11月に覚醒剤取締法違反と大麻取締法違反で逮捕された。倖田は、交際中のプロテニスプレイヤーのMと一緒に吸っていたことと、2007年8月頃から覚醒剤を常習していたことを供述し、懲役1年6か月、執行猶予3年の有罪判決となった。
しかし執行猶予中の2009年2月9日、再び覚せい剤取締法違反で再逮捕された。倖田は、再犯の理由について、同じく覚醒剤依存者の女友達の家に行った時に「この女性が覚醒剤をやるのを見て我慢できなくなった」と供述し、1年4か月の実刑判決をうけた。
2011年3月に福島刑務所から出所。出所後はアパレル派遣社員や懐石料理屋の従業員として働いていた。
2012年4月と6月にリリースされたAV30シリーズにギャル部門と女優100人部門で収録された。10月、『週刊大衆』にてグラビア復帰。11月には自伝『依存症 クスリに溺れた弱い私』（双葉社）を出版し、覚醒剤使用に至った経緯を明らかにした。
2013年5月、h.m.pより1作限定でAVに復帰。リリース日前日にはイベントを行い公の場への復帰を果たした。

## 作品

### アダルトビデオ
| 作品名                                                         | 発売日        | メーカー      | 備考 |
| -------------------------------------------------------------- | ------------- | ------------- | --- |
| エロキューティー                                               | 2005年5月21日 | h.m.p         | デビュー作 |
| ヤリヌキ♡                                                      | 6月21日       | h.m.p         | |
| 女子校生レースクイーン 萌えるのもお好き                        | 7月21日       | h.m.p         | |
| 梨紗とイク!ラブ2変態旅行                                       | 8月21日       | h.m.p         | |
| どうなる!?ハプニングFUCK♥大作戦                                | 9月21日       | h.m.p         | |
| I♥YOU 倖田梨紗 MY BEST SELECTION 120min.                       | 10月21日      | ビデオバンク  | 個人ベスト |
| 小悪魔FUCK'INペット                                            | 11月10日      | h.m.p         | |
| 愛撫でるワイセツ…                                              | 12月10日      | h.m.p         | |
| アゲ2梨紗とペロリン★パーティーFUCK                             | 2006年1月10日 | h.m.p         | |
| Candy [strawberry]                                             | 2月21日       | ビデオバンク  | 個人ベスト |
| Candy [peach]                                                  | 3月21日       | ビデオバンク  | 個人ベスト |
| ワォ!TVで梨紗がはめてるぅ!!                                    | 4月10日       | h.m.p         | |
| 梨紗の凄テク★泡プロ                                            | 5月10日       | h.m.p         | |
| はみだしビラ!腰ふり騎乗夫人                                    | 5月25日       | h.m.p         | 友情出演（主演:叶樹梨） |
| 彼の前でオナってイッちゃいました。                             | 6月10日       | h.m.p         | |
| ナースで8連発ごっくん                                          | 7月10日       | h.m.p         | |
| Candy [orange]                                                 | 7月21日       | ビデオバンク  | 個人ベスト |
| 押忍!ゴリサでFUCKペロリナイト                                  | 8月10日       | h.m.p         | |
| 野外で梨紗につっこんで                                         | 9月10日       | h.m.p         | |
| 妹ドスケベ言葉責め                                             | 10月10日      | h.m.p         | |
| ≪超≫口全ワイセツ                                               | 11月10日      | h.m.p         | |
| Candy [melon]                                                  | 11月10日      | ビデオバンク  | 個人ベスト |
| ギャル女教師 ハメハメ授業                                      | 12月10日      | h.m.p         | |
| AV女優★徹底解剖 倖田梨紗 スーパーアイドル BEST VOL.1           | 12月21日      | ビデオバンク  | 個人ベスト |
| 倖田梨紗ナビゲートで贈る h.m.p★NO.1女優セレクション[1990-2006] | 12月21日      | ビデオバンク  | ナビゲーター |
| ギャル社長でヤリたい放題!!                                     | 2007年1月10日 | h.m.p         | |
| Candy [grape]                                                  | 1月21日       | ビデオバンク  | 個人ベスト |
| 野外萌え!見られて燃えたい!                                     | 2月10日       | h.m.p         | |
| セレブお嬢様『パンツをお脱ぎ!』                                | 3月10日       | h.m.p         | |
| ERO-ERO DANCING★QUEEN                                          | 4月10日       | h.m.p         | |
| 倖田梨紗マニア12時間 スーパーアイドル BEST VOL.2               | 5月21日       | ビデオバンク  | 個人ベスト |
| Candy [mango]                                                  | 6月21日       | ビデオバンク  | 個人ベスト |
| Candy [raspberry]                                              | 7月21日       | ビデオバンク  | 個人ベスト |
| セル降臨×激ハメMAX8挿入                                        | 8月16日       | SODクリエイト | セルデビュー作 |
| 超高級ソープ嬢                                                 | 10月18日      | SODクリエイト | |
| 超ヤリまくりイキまくり 絶頂24時間10SEX                         | 12月20日      | SODクリエイト | |
| 激絶頂中出しアクメ                                             | 2008年2月21日 | SODクリエイト | 引退作 |
| 完全限定生産 8時間超DX                                         | 8月7日        | SODクリエイト | 天海麗との個人ベストカップリング |
| ボクとあの娘と リモコンバイブ4時間                             | 2009年1月21日 | ビデオバンク  | 共演:春風えみ、竹内あい、乙音奈々、ほしのみゆ、香坂杏奈、鮎川さくら、夏川ローサ、彩花ゆめ、美花ぬりぇ、早乙女ルイ、夏木彩、花房愛里、綾瀬みさ、山咲リリィ、YUKA、他1名 |
| 復活                                                           | 2013年5月3日  | h.m.p         | 1作限定復帰作 |
| 16時間 総集編                                                  | 2013年5月3日  | h.m.p         | 個人ベスト |

### イメージビデオ・ドラマ
| 作品名                     | 発売日        | メーカー       |
| -------------------------- | ------------- | -------------- |
| 裸体                       | 2006年2月28日 | シャッフル     |
| PREMIUM HONEY              | 8月4日        | C&H            |
| PREMIUM HONEY RETURNS LISA | 2007年7月5日  | C&H            |
| 妖艶くノ一伝 〜矢魔女篇〜  | 10月25日      | GPミュージアム |
| X時間 エクスタシー 3       | 2008年4月13日 | ゴマブックス   |
| 復活のヴィーナス           | 2013年5月2日  | REbecca        |

### CD
- Special Thanx from...（2008年6月25日、フォーサイド・ドット・コム）GYZL-10040・41

### 本
- 自伝『依存症』（2012年11月28日、双葉社）ISBN 978-4575304749
- 『ビデオザワールド』（2013年5月8日、コアマガジン）6月号をもって休刊、最後の表紙

## 出演

### テレビ
- タイガー＆ドラゴン 第6話（2005年5月20日、TBS） - ランパブ嬢 役[14]
- 誘惑のマーメイド（#40 -  43、2006年7月MC、MONDO21）
- 乙音の部屋（2007年2月4日、エンタ!371）
- 淀川★キャデラック（2007年4月 - 9月、テレビ大阪）
- 女神のハテナ（2007年8月21日、日本テレビ）
- 燃えろ!!パチスロリーグ（2007年10月13日 - 2008年11月、MONDO21）
- 麻雀 BATTLE ROYAL 2008（MONDO21）
- ヴィーナス・フューチャー（2013年5月19日、エンタ!959）#116
- ダウンタウンなう（2015年4月17日、フジテレビ）

### 携帯サイト
- アイドルがイッパイ （アイパイ）
- どっきりクイーン